# Garganta de Bohoyo
A garganta de Bohoyo é um curso de água na parte central da Serra de Gredos, província de Ávila, Espanha. Nasce de águas de escorrência e desgelo no circo glaciar situado na cabeceira do seu curso, entre os picos Meapoco e el Belesar, no termo municipal de Bohoyo, a uma elevação de uns 2 250 msnm. Desemboca no rio Tormes pela sua margem esquerda, entre as localidades de Navamediana e Bohoyo, a uns 1 100 msnm.
Esta garganta possui várias poças naturais de águas nas que é possível o banho.
A totalidade do seu curso encontra-se dentro da área de protecção do parque Regional da Serra de Gredos.

## PR-AV 16
O caminho PR-AV 16 (marcas brancas e amarelas) percorre 14,7 quilómetros do curso da garganta desde Bohoyo até Collado do Belesar avançando paralelo ao vale.

## Origem glaciar
A garganta de Bohoyo, com uma paisagem espectacular e em muitos aspetos singular, alberga, pelo que se refere a morfologia glaciar, uma enorme riqueza que se especifica em diversas formas de glaciarismo, com mais em meia dúzia de glaciares de ladeira e um dos glaciares de vale mais longos da serra.